# Maria Seidler
Ida Maria Seidler (* 19. Juli 1888 in Hammerstein, Westpreußen; † 12. September 1972 in Berlin) war eine deutsche Schauspielerin.

## Leben
Maria Seidler nahm Schauspielunterricht an der Berliner Max-Reinhardt-Schule. Zu ihren anschließenden Bühnenstationen gehörten Theater in Aachen, Düsseldorf, Köln und Berlin.
Ihre späte Filmkarriere begann sie 1934 mit einer Mutterrolle in So ein Flegel. Sie war dann mehrere Jahre als Nebendarstellerin zu sehen und verkörperte unter anderem Ehefrauen, Krankenschwestern und Hauswirtschafterinnen. Lediglich in dem Kurz-Spielfilm Vorsicht am Platze. Vorsicht, Vorsicht, Vorsicht! (1937) erhielt sie eine Hauptrolle.
1936 heiratete sie ihren Berufskollegen Franz Verdier. Seit 1938 verwitwet, starb sie 1972 in Berlin-Wilmersdorf.

## Filmografie
- 1934: So ein Flegel
- 1935: Glückspilze
- 1935: April, April!
- 1935: Das Mädchen vom Moorhof
- 1935: Viktoria
- 1935: Liselotte von der Pfalz
- 1936: Familienparade
- 1936: Ein seltsamer Gast
- 1936: Wenn der Hahn kräht
- 1937: Daphne und der Diplomat
- 1937: Frauenliebe – Frauenleid
- 1937: Vorsicht am Platze. Vorsicht, Vorsicht, Vorsicht!
- 1937: Land der Liebe
- 1938: Rätsel um Beate
- 1938: Ballade
- 1938: Dreiklang
- 1938: Frühlingsluft
- 1938: Kameraden auf See
- 1938: Das Mädchen von gestern Nacht
- 1938: Der nackte Spatz
- 1939: Dein Leben gehört mir
- 1939: Ehe in Dosen
- 1939: Renate im Quartett
- 1939: Eine Frau wie Du
- 1939: Der Schritt vom Wege
- 1939: Nanette
- 1941: Aufruhr im Damenstift
- 1941: Clarissa
- 1941: Die Kellnerin Anna
- 1943: Gefährlicher Frühling
- 1943: Reise in die Vergangenheit
- 1943/52: Moselfahrt mit Monika